# Rothwald
 (mars 2016).
Si vous disposez d'ouvrages ou d'articles de référence ou si vous connaissez des sites web de qualité traitant du thème abordé ici, merci de compléter l'article en donnant les références utiles à sa vérifiabilité et en les liant à la section « Notes et références ».
Rothwald est une petite station de ski située sur la route d'accès au col du Simplon, sur le territoire de la commune de Ried-Brig, dans l'est du canton du Valais, en Suisse.

## Domaine skiable
Rothwald est équipé d'un petit parc de remontées mécaniques de conception ancienne, qui desservent des pistes au relief marqué - faible préparation du terrain en été pour atténuer les bosses, dévers et autres ruptures de terrain. La majorité des pistes offre une longueur relativement limitée, et toutes les pistes rouges se rejoignent à mi-hauteur pour devenir une unique piste bleue - en réalité une route forestière enneigée reliant le hameau de Wasenalpe au départ du domaine. La partie basse du domaine, longue et relativement plate, est ainsi soumise à une importante abrasion du manteau neigeux. En 2015, le plan du domaine est imprécis et ne mentionne pas toutes les pistes, ni leur difficulté technique.
Le domaine part directement une dizaine de mètres au-dessus du parking qui est situé le long de la route H9 (route du Simplon), là où un hôtel et un restaurant, aujourd'hui désaffectés, ont été construits. Le téléski principal, construit en 1975, relie les hauteurs du domaine à Bodmen, au moyen d'une pente relativement raide et par conséquent peu recommandée aux skieurs de niveau débutant. Il permet de gravir 479 m de dénivelé, pour arriver au-delà de la limite de la forêt à 2 224 m d'altitude, au niveau du restaurant d'altitude.
Depuis l'arrivée du téléski, il est possible de redescendre au parking via une piste noire au relief particulièrement marqué, ou d'une longue piste bleue - non signalisée sur le plan du domaine - qui s'avère être une route forestière enneigée. Il est aussi possible de rejoindre le fil-neige gratuit Pony, et aussi le deuxième téléski qui permet de rejoindre le sommet du domaine au Chastelegg à 2 270 m. Cette remontée mécanique est de conception particulièrement archaïque, et est lente. Depuis ce sommet, une courte piste bleue rejoint le pied de cette remontée, et trois autres pistes rouges rejoignent le parking via le hameau de Wasenalpe (1 969 m). La piste rouge du milieu, dont le départ est invisible depuis le sommet de la remontée, impose de remonter à pied une quinzaine de mètres de dénivelé pour accéder à son départ.
De nombreuses possibilités de ski hors-piste sont offertes, à la fois au-delà de la forêt et entre les sapins.
Du fait de l'altitude du domaine et de la proximité de hautes montagnes dans les environs, la station propose une certaine sécurité en termes d'enneigement naturel. Par ailleurs, la station dispose de peu d'enneigeurs.
La station coopère avec les stations voisines de Rosswald et Belalp à travers une offre forfaitaire commune (forfaits saison), et aussi avec les offres Valais SkiCard et Oberwalliser Skipass.
Du sommet du domaine, sur le plateau, il est possible d'apercevoir plusieurs montagnes culminant au-delà de 4 000 m.
Le domaine est un point de départ apprécié par de nombreux randonneurs en raquettes ou ski de randonnée. Il est possible de redescendre en luge depuis Bodmen via Wasenalpe.